# Charles Corbett
Charles Joseph Henry Corbett, (1853 – 20 novembre 1935) est un homme politique britannique du Parti libéral de tradition radicale qui fait partie d'une famille éminente qui soutenait les droits des femmes.

## Biographie
Il est le fils de C.J. Corbett de Thames Ditton. Il épouse en 1881 Marie, fille de George Gray de Tunbridge Wells. Elle est une suffragette anglaise, une employée du gouvernement local et une partisane du Parti libéral. Ils ont un fils et deux filles, Cicely et Margery, militante féministe internationale et candidate parlementaire libérale.
Il fait ses études au Marlborough College et au New College d'Oxford, puis est admis au barreau du Middle Temple.
Corbett est candidat libéral à East Grinstead aux élections de 1895 et 1900, mais sans succès. Il siège comme député libéral de la circonscription d'East Grinstead dans le Sussex de 1906 à janvier 1910, après avoir été élu lors de la victoire écrasante des libéraux en 1906. Il est battu aux élections générales de janvier 1910.